# Rick McCrank
Rick McCrank is geboren op 23 januari 1976 in Vancouver, Canada. Hij is een professioneel skateboarder. Hij is eigenaar van Anti-Social Skateshop en mede-eigenaar van Momentun Wheels. 

## Prijzen
Hij is benoemd tot Best Street Skater door Transworld Skateboarding Magazine in 2000.

## Huidige sponsoren
- Girl Skateboards
- éS Footwear
- Matix Clothing
- Nixon
- Anti-Social Skateshop

## Televisie
Voor Viceland maakte hij ook de documentaires Abandoned (2016) en Post Radical (2018).